# Crepis hakkarica
Crepis hakkarica là một loài thực vật có hoa trong họ Cúc. Loài này được Lamond mô tả khoa học đầu tiên năm 1974.